# Теньково
Теньково — деревня в Сокольском районе Вологодской области.
Входит в состав городского поселения город Кадников, с точки зрения административно-территориального деления — в Кадниковский сельсовет.
Расстояние по автодороге до районного центра Сокола — 18 км, до центра муниципального образования Кадникова — 6 км. Ближайшие населённые пункты — Большое Село, Чурилово, Погост Ильинский.
По переписи 2002 года население — 3 человека.